# ETFB
ETFB‏ (Electron transfer flavoprotein subunit beta) هوَ بروتين يُشَفر بواسطة جين ETFB في الإنسان.